# 1688 au théâtre
| Années du théâtre : 1685 - 1686 - 1687 - 1688 - 1689 - 1690 - 1691    |
| Décennies du théâtre : 1650 - 1660 - 1670 - 1680 - 1690 - 1700 - 1710 |

## Événements
- Apparition au théâtre kabuki Kawarazaki-za d'Edo (aujourd'hui Tokyo) du premier hanamichi.
- Hong Sheng achève l'écriture de sa pièce Le Palais de la longévité (ou Palais de la jeunesse éternelle).
- Publication de La Fameuse Comédienne ou Histoire de la Guérin, auparavant femme et veuve de Molière, Francfort, F. Rottenberg :  nouvelle diffamatoire sans nom d'auteur et sous une adresse fictive, qui donne, sous la forme d'une biographie romancée, les supposées « aventures amoureuses » d'Armande Béjart, depuis son mariage avec Molière en 1662 jusqu'à son second mariage avec le comédien Isaac Guérin d'Estriché en 1677.

## Pièces de théâtre représentées
- 4 janvier : Régulus de Jacques Pradon, à la Comédie-Française.
- février (Carnaval) : La Botte couronnée (De gecroonde leerse), comédie de Michel de Swaen, Dunkerque[1].
- 17 mars : Le Divorce de Jean-François Regnard, à la Comédie-Italienne.
- 16 juillet : La Coupe enchantée de La Fontaine et Champmeslé, à la Comédie-Française.
- 27 août : La Maison de campagne de Dancourt, à la Comédie-Française.
- 1er septembre : Le Marchand dupé de Fatouville, à la Comédie-Italienne.
- 16 décembre : Phocion de Campistron, à la Comédie-Française.
- Date précise inconnue : 
  - Orontée, tragédie en musique de Michel Le Clerc, au château de Chantilly par l'Académie royale de musique.

## Naissances
- 4 février : Marivaux, dramaturge et romancier français, mort le 12 février 1763.
- 16 avril : Lewis Theobald, écrivain, dramaturge et critique littéraire anglais, éditeur les pièces de théâtre de Shakespeare, né le 20 septembre 1744.
- 3 novembre : Ichikawa Danjūrō II, acteur japonais du théâtre kabuki, mort le 25 octobre 1758.

## Décès
- 13 février : Jean-François Juvenon, dit La Thuillerie, acteur français, né le 18 mai 1650.